# Drofenina
Drofenina [nome comercial: Spasmoplus (A)] é um princípio ativo usado como um espasmolítico patenteado pela Ciba em 1941. É um anticolinérgico que atua tanto no nível dos nervos quanto nas fibras musculares (efeito neurotrópico-musculotrópico). A drofenina também atua como FIASMA (inibidor funcional da esfingomielinase ácida).
Quimicamente, é um derivado do ácido fenilacético, que está relacionado à adifenina.
A droga é utilizada na forma de cloridrato.